# Tierra sublevada: Oro impuro
Pour plus de détails, voir Fiche technique et Distribution.
Tierra sublevada: Oro impuro est un film documentaire argentin réalisé par Fernando Solanas, sorti en 2009.

## Synopsis
Le documentaire a pour sujet la situation de l'exploitation minière en Argentine, et Fernando Solanas établit un parallèle entre la colonisation espagnole en Amérique et le pillage de l'or, et cette exploitation par de grandes sociétés minières tel Barrick Gold.

## Fiche technique
- Titre français : Tierra sublevada: Oro impuro
- Réalisation et scénario : Fernando Solanas
- Pays d'origine : Argentine
- Format : Couleurs - 35 mm - Dolby Digital
- Genre : documentaire
- Durée : 92 minutes
- Date de sortie :
  - Argentine : 10 septembre 2009